# Ben Hebert
Benjamin Hebert, detto Ben (Regina, 16 marzo 1983), è un giocatore di curling canadese.

## Biografia
Partecipò all'età di 26 anni ai XXI Giochi olimpici invernali edizione disputata a Vancouver nella Columbia Britannica, (Canada) nel febbraio del 2010, riuscendo ad ottenere la medaglia d'oro nella squadra canadese con i connazionali Kevin Martin, John Morris, Adam Enright e Marc Kennedy.
Nell'edizione la nazionale norvegese ottenne la medaglia d'argento, la svizzera quella di bronzo. Vinse una medaglia d'oro ai campionati mondiali di curling nel 2008 e una d'argento nel 2009.